# Дзион
Дзион (яп. 慈恩 из кит. «звук храма») — ката китайского происхождения. Относится к ветви окинавского каратэ Томари-тэ. Выделяется две версии происхождения названия ката:
1. по имени легендарного воина-монаха, жившего в XV веке, якобы создавшего эту форму; 2. по названию монастыря Дзион-дзи в Китае, где предположительно создано это ката.
Ката родственно с ката Дзиттэ и Дзиин.
Ката относительно простое, не содержит сложных элементов.  
Изучается в Сётокане, Сито-рю и Вадо-рю.